# MTV Unplugged (album Boba Dylana)
MTV Unplugged – album koncertowy, nagrany przez Boba Dylana w listopadzie 1994 r. i wydany w maju 1995 roku.

## Historia i charakter albumu
Kolejnym albumem Dylana okazała się płyta nagrana podczas występu w telewizyjnej serii MTV Unplugged i wydana 2 maja 1995 r. Prezentowała więc Dylana akustycznego w towarzystwie muzyków grających również na instrumentach akustycznych (oprócz organów Hammonda).
Oprócz wykonań najbardziej znanych utworów, Dylan postanowił wykorzystać swoje dwa utwory: „Dignity” i „Shooting Star”. „Dignity” zmieniany nieustannie nie dostał się na album Oh Mercy. Z kolei „Shooting Star” znalazł się wprawdzie na tym albumie, ale po licznych przeróbkach.
Album został nagrany podczas dwóch sesji nagraniowych przed publicznością, w ciągu dwu kolejnych dni listopada – 17 i 18.

### Pierwsza sesja
17 listopada 1994
1. Tombstone Blues
2. I Want You
3. Don’t Think Twice, It’s All Right
4. Desolation Row
5. Hazel
6. Everything Is Broken
7. The Times They Are a-Changin’
8. Love Minus Zero/No Limit
9. Dignity
10. With God on Our Side

- 3, 8 Bob Dylan – harmonijka
- 1, 4, 10 – wydane na LP i CD w wersji amerykańskiej MTV Unplugged
- 1, 4, 8, 10 – wydane na LP i CD w wersji europejskiej MTV Unplugged 4.1995 oraz na wideo/DVD

### Druga sesja
18 listopada 1994
1. Absolutely Sweet Marie
2. Shooting Star
3. All Along the Watchtower
4. My Back Pages
5. Rainy Day Women No. 12 & 35
6. John Brown
7. The Times They Are a-Changin’
8. Dignity
9. Knockin’ on Heaven’s  Door
10. Like a Rolling Stone
11. Like a Rolling Stone
12. Tonight I'll Be Staying Here with You
13. Tonight I'll Be Staying Here with You
14. Desolation Row
15. I Want You

- 2, 4, 9 – Bob Dylan harmonijce
- 9 – dograno 3-sekundową wstawkę z oklaskami i gwizdami publiczności – na europejski CD
- 10 – przerwany po pierwszym wersie
- 12 – fałszywy początek
- 2, 3, 5–9, 10 (fragm.), 11 – ukazały się na europejskich i amerykańskich wersjach LP i CD MTV Unplugged oraz wideo
- 6, 8 – wydane jako singel 11.4.1995
- 8 – wydany na Live 1961–2000: Thirty-Nine Years of Great Concert Performances. 28.2.2001

## Muzycy
- Bob Dylan – śpiew, gitara, harmonijka
- John Jackson – gitara
- Bucky Baxter – elektryczna gitara hawajska, gitara dobro
- Brendan O’Brian – organy (Hammonda)
- Tony Garnier – kontrabas
- Winston Watson – perkusja

## Lista utworów
Wszystkie piosenki autorstwa Boba Dylana
| 1.  | Tombstone Blues               | 4:54    |
|     |                               |         |
| 2.  | Shooting Star                 | 4:06    |
|     |                               |         |
| 3.  | All Along the Watchtower      | 3:36    |
|     |                               |         |
| 4.  | The Times They Are a-Changin’ | 5:48    |
|     |                               |         |
| 5.  | John Brown                    | 5:22    |
|     |                               |         |
| 6.  | Rainy Day Women No. 12 & 35   | 3:31    |
|     |                               |         |
| 7.  | Desolation Row                | 8:22    |
|     |                               |         |
| 8.  | Dignity                       | 6:30    |
|     |                               |         |
| 9.  | Knockin’ on Heaven’s Door     | 5:30    |
|     |                               |         |
| 10. | Like a Rolling Stone          | 9:09    |
|     |                               |         |
| 11. | With God on Our Side          | 7:16    |
|     |                               |         |
|     |                               | 1:04:04 |
|     |                               |         |
- Uwaga: europejskie wydanie zawiera Love Minus Zero/No Limit. Krąży wśród fanów na różnych bootlegach,

## Odrzucone utwory
1. I Want You
2. Don’t Think Twice, It’s All Right
3. Hazel
4. Everything Is Broken
5. The Times They Are a-Changin’
6. Love Minus Zero/No Limit
7. With God on Our Side
8. Absolutely Sweet Marie
9. My Back Pages
10. Like a Rolling Stone
11. Tonight I'll Be Staying Here with You (2 wersje)
12. Desolation Row
13. I Want You

## Opis albumu
- Producent – Jeff Kramer, Jeff Rosen
- Nagranie – Randy Ezratty
- Miejsce i czas nagrania

1. sesja – Sony Studios, Nowy York; 17 listopada (album: 1, 7, 11; odrzuty: 1, 2, 3, 4, 5, 6, 7)
2. sesja – Sony Studios, Nowy Jork; 18 listopada (album: 2, 3, 4, 5, 6, 8, 9, 10; odrzuty: 8, 9, 10, 11, 12, 13)

- Miksowanie – Ed Cherney, Don Was
- Mastering – Greg Calbi, Scott Hull
- Menedżer produkcji – Alan Santos
- Inżynier – Ed Wynne
- Inżynier monitorów – Jules Aerts
- Kierownictwo artystyczne, projekt – Allen Weinberg
- Fotografie – Frank Micelotta
- Liternictwo, grafika – Kim Gaucher
- Czas – 64 min 10 s
- Firma nagraniowa – Columbia
- Numer katalogowy – CK 67000
- Data wydania – 2 maja 1995

## Listy przebojów

### Album
| Rok  | Lista                                       | Pozycja |
| ---- | ------------------------------------------- | ------- |
| 1993 | Billboard USA. Albumy popowe                | 23      |
| 1993 | Melody Maker Wielka Brytania. Albumy popowe | 10      |